# Talladas
José Tunel Caballero (Redondela, 3 de agosto de 1912 — Redondela, 8 de março de 1993), mais conhecido como Talladas, foi um futebolista espanhol que atuava como goleiro.

## Biografia
O arqueiro chegou ao Brasil em 1934 para atuar no Galícia da Bahia, clube tradicional da colônia espanhola em Salvador.
Em 1937, ao acertar com o Flamengo, tornou-se o primeiro espanhol e o primeiro goleiro estrangeiro a atuar pelo rubro-negro carioca. Ao todo, fez 18 jogos pelo clube, três pelo Campeonato Carioca de 1937, entre abril e outubro de 1937.
Logo depois, ele se transferiu para o Santos, onde jogou por 4 anos, em 67 partidas, e fez relativo sucesso. Na equipe de Vila Belmiro, Talladas logo se destacou pela grande elasticidade e flexibilidade apresentada.
No fim de 1941, foi defender ao Jabaquara, que igualmente ao Galícia, também era ligado à colônia espanhola, inclusive na época tinha o nome de "Hespanha FC".
Antes de aposentar-se, em 1945, ainda tentou a sorte pelo futebol da América do Sul Espanhola, sem obter grande sucesso.